# 3丁目のタマ おねがい!モモちゃんを捜して!!
『3丁目のタマ おねがい!モモちゃんを捜して!!』（さんちょうめのタマ おねがい モモちゃんをさがして）は毎日放送（MBS）制作TBS系列にて放送されたテレビアニメ『3丁目のタマ』の劇場版アニメである。1993年8月14日に劇場公開された。

## 概要
ソニー・クリエイティブプロダクツのファンシー文具の人気キャラクター「タマ&フレンズ」からの派生作品。
1983年に誕生し、10年後の1993年に10周年を記念して作成された劇場用アニメ映画である。
「タマ&フレンズ」のホームページでは「3丁目のタマ お願い! モモちゃんを捜して!!」、CDやDVDでは「3丁目のタマ おねがい!モモちゃんを捜して!!」、その他では「3丁目のタマ モモちゃんを捜して!!」と表記が異なる。
2002年8月21日からDVDの発売、レンタルが開始されている。

## ストーリー
花咲家の飼い猫・モモちゃんが家族旅行中に他の猫にさらわれ、行方不明になってしまう。すっかり元気をなくしてしまったモモちゃんの飼い主“エミ”ちゃんのため、そしてモモちゃんのためにタマたちがモモちゃんを捜す旅に出る。
途中でツバメのツバクロウと出会い、タマたちはモモちゃんを発見するが、そこにはかつて人間に捨てられた猫たちのリーダー・ブラックフットとその子分のボブテイルが待ち構えていた。はたして、タマたちはモモちゃんを連れ戻すことができるのだろうか？

## 登場キャラクター
テレビアニメからのキャラクターの詳細は『3丁目のタマ うちのタマ知りませんか?』を参照。

### 主要人物
タマ
声 - 笠原弘子
今作の主人公。モモちゃんを助けるためにメンバーのリーダー的存在となる。持ち前のリーダーシップと前向きな一面で冒険を進むごとに成長していく。
   モモ / モモちゃん
声 - 椎名へきる
本作のヒロイン。自身の歌声をブラックフットに聴かせて元気づかせるために、さらわれる。彼女はブラックフットと関係があるらしいが、それはラストで明かされる。
   トラ
声 - 坂本千夏
チームのムードメーカー的存在で、ポチのツッコミ役。今作では一人称が「オレ」か「ボク」で、飼い主から大事にされていないと思い悩む。持ち前の食い意地が原因でトラブルになる一面が多い。
   ポチ
声 - 渡辺真砂子
今作では犬であるため、得意の犬かきや匂いに敏感ということを利用して活躍する。しかし、持ち前の臆病な性格のせいですぐ逃げ腰になる一面もあった。トラ同様、飼い主から大事にされていないことに悩む。

### その他
ブル
声 - 荒川太朗
タマたちをいじめる獰猛な性格のブルドッグ。モモちゃんに惚れており、モモちゃんが行方不明になった時は仰天した。モモちゃんを探しに行ったタマに感激して、「オレも10歳若ければいい」と言って、クロから「10歳前じゃ生まれてない」と言われていた。エンディングにて、他の面々と共にタマたちを出迎える。
   ノラ
声 - 勝田治美
クールで自由気ままに生きる野良猫。飼い主がいないため、野良猫として生きる道があるので、モモちゃんを探そうとしなかった。
   ベー
声 - 雨蘭咲木子
元気いっぱいで、負けん気の強い男の子。
   コマ
声 - 渡辺真砂子
メンバー最年少でマスコット的存在。
   クロ
声 - コヒエミオコ
メンバーのリーダーで頭の回転が速い。
   ゴン
声 - 松岡ミユキ
大阪生まれだが、この時はまだ設定がなかったため、関西弁ではなく標準語で喋っていた。　
岡本たけし
声 - 村上忍
タマの飼い主。本編では人間の顔は映らないが、今作にて初めて顔が映されている。エミからモモちゃんの疾走を聞かされる。
エミ
声 - 鮎原里絵
モモちゃんの飼い主。田舎に行く途中で、モモとはぐれてしまう。
エミの母
声 - 松岡ミユキ
花屋の店長。エミにモモの代わりの猫を飼おうとするが、モモ以外の猫を飼う予定のないエミを泣かせてしまう。

### オリジナルキャラクター
ツバクロウ
声 - 堀本等
ツバメをモチーフにしている。物知りで関西弁を話し、ことわざを良く口にする。　
海から移動中にタマたちと遭遇し、タマに道案内を頼まれるが、一度は断り飛び去った。その後タマたちに再度会い、モモの捜索に付き合うことになる。　
ボブテイル　
声 - 入江崇史　
ブラックフット第一の子分。左耳は一部欠けており、右目周辺には切り傷跡がある。ボブヘアのような尻尾が名前の由来。
人間に捨てられ傷付けられたのち、人間不信になりブラックフットの子分となる。　
ブラックフット
声 - 槐柳二、雨蘭咲木子(子猫)
人間不信の猫たちのリーダーで、一番の年寄。今作ではとても重要なキャラクターである。名前の通り、足が真っ黒。
過去に引っ越す時に人間に捨てられ、新たな棲み処を探し求めている最中に交通事故で母親が庇って母親を亡くしてしまい、それがきっかけで体が不自由になり、動けなくなってしまった。
その後、閉園して廃墟と化した遊園地のシンボルである城の大広間で、ボブテイルをはじめとする子分たちと暮らしている。
最終的には息を引き取るも、モモそっくりの母親と再会し、ラストでモモの弟として生まれ変わった。第2期には登場していないため、その後どうなったのかは不明。

## 主題歌
挿入歌「ひとりぼっちの夜に」　
作詞：帆苅伸子／作曲・編曲：都留教博／歌：椎名へきる　
エンディング「愛は元気です。」　
作詞：戸沢暢美／作曲・歌：谷村有美／編曲：西脇辰弥

## スタッフ
- 監督：難波日登志
- 制作：家元敏治、田中一喜、河野文男、杉山恵
- 企画：岡田忠明、田辺茂男、前原富男、高安昭、肥田光久
- 音楽：都留教博
- 脚本：平柳益実
- 絵コンテ：三篠なみみ
- キャラクターデザイン・作画監督：村田雅彦
- 美術監督：沢田隆夫
- 色彩設定：塚原良江
- 撮影監督：斉藤秋男

- 編集：古川雅士
- 音響監督：田代敦巳
- 原画：宮崎なぎさ、藤田麻貴、太田雅彦、野田康行　ほか
- 音楽プロデュース：百瀬慶一、釘鳩峰幸
- 音楽ディレクター：佐藤淳、本橋龍一
- アニメーション・プロデューサー：桜井宏、川人憲治郎
- プロデュース：久岡健弥、塩谷雅彦、浜野恵司、蛭田とみ代
- アニメーション制作：グループ・タック
- 制作・著作：タマ10周年記念映画制作実行委員会

## 題材ゲーム
1994年に本作を題材にしたピコ専用の絵本ソフト「3丁目のタマ モモちゃんはどこ!」がセガ・エンタープライゼス（後のセガトイズ）より発売された。タイトルの末尾は「?」ではなく「!」である。
劇場用アニメとはストーリーが異なり、1ページ目ではトラックによってモモちゃんがさらわれ、2ページと3ページ目ではそれをタマと仲間たちが地図を見ながら捜していくという内容になっている。ゲーム中には様々な地図記号が登場し、途中でブルに遭遇するとタマとブルとの追いかけっこになる。ヒントには劇場オリジナルキャラであるツバクロウも登場する。
モモちゃんを見つけると次のページへ進める。その4ページ目ではどんな地図記号かを当てるクイズが出題される。
おえかきは2種類あり、「かいたえがうごく」では1シーンの中で描いた絵を動かすことができる。ほかにもスロットの絵柄でおみくじを楽しめるモードもある。